# زندان شهید کچوئی
زندان شهید کچوئی یا ندامتگاه فردیس زندانی است که در استان البرز قرار داشته و بیشتر به متهمان مالی اختصاص دارد. نام‌گذاری این زندان که در حسین‌آباد فردیس کرج و جنب راه‌آهن قرار دارد، به یاد محمد کچوئی است که او را پدر توابین می‌نامند و از مهم‌ترین افراد در پروژه تواب‌سازی زندانیان چپ در دهه شصت به‌شمار می‌رود.

## وضعیت رفاهی زندانیان
گزارش‌های فعالین حقوق بشر وضعیت رفاهی زندان را بسیار بد توصیف کرده و زندانیانی همچون پروین محمدی به کمبود ظرف، غذا، فرچه و… اشاره کرده‌اند و زندان را دارای کارگاه‌هایی برای بیگاری گرفتن از زندانیان و صادر کردن تولیدات به عراق دانسته‌اند. نبود وسایل گرمایی و غذا در بند زنان به گونه‌ای است که زندانیان از شیوه توزیع غذا با عنوان «گرسنگان اتیوپی» یاد کرده و به دلیل ازدحام زندانیان، غذا روی سر آنها ریخته می‌شود.

## فرار از زندان
در سال ۱۳۹۸ چهار زندانی مالی با حفر یک تونل عمیق موفق به فرار از این زندان شدند که در رسانه‌ها به «فرار هالیوودی» معروف شد. سه نفر از این زندانیان طی ۲۴ ساعت دستگیر شدند و یکی از آنها موفق به فرار شد.

## وعده تغییر کاربری
در سال ۱۳۹۶ نماینده شهر کرج محمدجواد کولیوند در اظهاراتی گفت که «زندان کچویی به محلی برای آموزش مهارت‌های شغلی به زندانیان تبدیل شده‌است و عملاً زندانی که به صورت شبانه‌روز آنجا باشد، نداریم.» درحالی‌که در سال‌های بعد علاوه بر زندانیان مالی، فعالان سیاسی زیادی نیز به این زندان فرستاده شده‌اند که می‌توان به پروین محمدی، معصومه عسکری، یاسمن آریانی، مژگان کاوسی، ناهید شیرپیشه و منیره عربشاهی اشاره کرد.